# Promerops gurneyi
Promerops gurneyi là một loài chim trong họ Promeropidae.